# Modivas
Modivas é uma povoação portuguesa sede da Freguesia de Modivas do Município de Vila do Conde, freguesia com 4,10 km² de área e 1764 habitantes (censo de 2021), tendo, por isso, uma densidade populacional de 430,2 hab./km².

## Freguesias limítrofes
- Mindelo, Fajozes, Gião, norte
- Vila Chã, oeste
- Gião, Malta, Guilhabreu, este
- Labruge, Vilar, sul

## Localização
Dista cerca de 8 km a sul da sede do município.

## História
O documento mais antigo que se conhece, data do século XI, mais precisamente do ano de 1033, e designa-a por "Mola de Olibus". No século XII, vem extensamente referida nas Inquirições de D. Afonso III, do ano de 1258.
Aproveitou do Foral da Maia, dado pelo rei D. Manuel em 1519, concelho a que pertenceu até à Divisão Administrativa de 6 de Novembro de 1836.

## Demografia
A população registada nos censos foi:
| Distribuição da População por Grupos Etários | Distribuição da População por Grupos Etários | Distribuição da População por Grupos Etários | Distribuição da População por Grupos Etários | Distribuição da População por Grupos Etários |
| -------------------------------------------- | -------------------------------------------- | -------------------------------------------- | -------------------------------------------- | -------------------------------------------- |
| Ano                                          | 0-14 Anos                                    | 15-24 Anos                                   | 25-64 Anos                                   | > 65 Anos                                    |
| 2001                                         | 270                                          | 316                                          | 1053                                         | 260                                          |
| 2011                                         | 242                                          | 178                                          | 1073                                         | 313                                          |
| 2021                                         | 225                                          | 159                                          | 940                                          | 440                                          |

## Atividades económicas
Agricultura, pecuária, indústria e comércio

## Festas e Romarias
Divino Salvador (1.º domingo de agosto)

## Património
Igreja matriz

## Artesanato
Tecelagem, Fabrico de Pão Doce usado tradicionalmente como Folar da Páscoa

## Coletividades
Associação Cultural e Recreativa de Modivas, Clube de Caça e Pesca de Modivas, Associação Cultural Escola de Música de Modivas, Rancho Folclórico de Danças e Cantares de Modivas e Modivas F. C.